# Suppawat Srinothai
Suppawat Srinothai (thailändisch ศุภวัฒน์ สีโนทัย; * 5. September 1988), auch als Ten (thailändisch เท็น) bekannt, ist ein thailändischer Fußballspieler.

## Karriere
Seinen ersten Vertrag unterschrieb Suppawat Srinothai in Udon Thani beim damaligen Drittligisten Udon Thani FC. Hier stand er 28 Mal im Tor. 2013 wechselte er in die Zweite Liga und schloss sich Singhtarua FC in Bangkok an. Nach einem Jahr in der Zweiten Liga ging er 2014 zum Erstligisten Ratchaburi Mitr Phol. Air Force Central, ein Zweitligist aus Bangkok, nahm ihn 2015 unter Vertrag. Nach 29 Spielen zog es ihn nach Sisaket zum dortigen Erstligisten Sisaket FC. In Sisaket stand er 20 Mal zwischen den Pfosten. 2018 unterschrieb er einen Vertrag beim Zweitligisten Trat FC. Ende der Saison wurde Trat Vizemeister und stieg somit in die Thai League auf. Am Ende der Saison 2020/21 musste er mit Trat als Tabellenvorletzter wieder den Weg in die Zweitklassigkeit antreten. Für Trat stand er 43-mal zwischen den Pfosten. Nach dem Abstieg verließ er Trat und ging nach Rayong. Hier schloss er sich dem ebenfalls aus der ersten Liga abgestiegenen Rayong FC an. Für den Verein aus Rayong stand er in der zweiten Liga 30-mal zwischen dem Pfosten. Im Sommer 2022 kehrte er zu seinem ehemaligen Verein Trat FC zurück. Am Ende der Saison 2022/23 feierte er mit Trat die Vizemeisterschaft und den Aufstieg in die erste Liga. Am Ende der Saison 2023/24 belegte er mit Trat den letzten Tabellenplatz und musste somit in die zweite Liga absteigen. Nach insgesamt 45 Ligaspielen wechselte er im Sommer 2024 zum Zweitligisten Phrae United FC. Für den Verein aus Phrae bestritt er 29 Ligaspiele. Nach einer Spielzeit unterschrieb er im Sommer 2024 einen Vertrag bei dem ebenfalls in der zweiten Liga spielenden Chanthaburi FC.

## Erfolge
Trat FC
- Thailändischer Zweitligavizemeister: 2018  ▲
- Thailändischer Zweitligavizemeister: 2022/23  ▲